# Pastoralni centar bl. Alojzija Stepinca s kapelom sv. Terezije od Djeteta Isusa u Trnju
Pastoralni centar bl. Alojzija Stepinca s kapelom sv. Terezije od Djeteta Isusa i stanom za župnika sagrađen je 1998. godine. 20. prosinca iste godine, kapelu i pastoralni centar blagoslovio je nadbiskup zagrebački Josip Bozanić.

## Povijest i arhitektura
Pastoralni centar s kapelom svete Terezije od Djeteta Isusa nalazi se na Miramarskoj cesti. Projekt se gradio prema arhitektonskom rješenju Vinka Penezići Krešimira Rogine. Arhitekti su poštivali parcelaciju terena te su cjelokupni sadržaj projektirali horizontalno. Crkveni je prostor definiran gotovo centralno te je pokriven šatorastim kosim plohama. Mali je naglasak stavljen na zvonik na kojemu dominira visoki, snažno dimenzionirani križ kao jedina vertikala. Kapela je okrenuta prema sjeveroistoku i sastavni je dio okruženja koji se ne ističe svojim volumenom.

## Galerija
- Unutrašnjost kapele i pastoralnog centra
- Unutrašnjost kapele i pastoralnog centra